# Schlacht bei Terespol
Racławice •
Warschauer Erhebung •
Wilnaer Erhebung •
Niemenczyn •
Polany •
Lipniszki •
Szczekociny •
Chełm •
Soły •
Kurlander Erhebung •
Gołków •
Raszyn •
Kolno •
Błonie •
Warschau (1) •
Sałaty •
Słonim •
Lubań •
Krupczyce •
Terespol •
Großpolnische Erhebung •
Łabiszyn •
Bydgoszcz •
Maciejowice •
Kobyłka •
Praga •
Warschau (2)
Die Schlacht bei Terespol fand am 19. September 1794 im Rahmen des polnischen Kościuszko-Aufstands statt. Unter polnischen Historikern ist sie als Bitwa pod Terespolem bekannt. Sie wird auch als Schlacht bei Brest bezeichnet. Ort des Geschehens war das Dorf Terespol am Bug
in der Nähe der heutigen belarussischen Stadt Brest.

## Die Schlacht
Vor dem 19. September gruben sich die polnischen Aufständischen in der Nähe von Brest ein. Nachts führte Alexander Suworow seine Truppen an die polnischen Befestigungen heran und attackierte sie im Morgengrauen. Die Kämpfe dauerten sechs Stunden lang und fanden teilweise im Nahkampf statt.  Die Russen konnten schließlich gewinnen und nahmen 500 Mann gefangen. Die Felder um Brest herum waren mit Leichen bedeckt. Die Russen erbeuteten die gesamte Artillerie. Sierakowski floh nach Siedlce.

### Kościuszkos Reaktion
Kościuszko eilte nach Siedlce, um seine Truppen wieder zu ordnen und eine Panik zu unterbinden. Er erklärte den Sieg lediglich durch die zahlenmäßige Überlegenheit der Russen. Er beschenkte die Kommandeure mit zahlreichen Ringen, die die Aufschrift „den Verteidigern des Vaterlandes“ trugen. Trotz Kościuszkos Bemühungen war die Moral der Polen schlecht und in einer Rede an litauische Kommandeure in Grodno sagte er:

„Ich warne die gesamten Militärs; wenn irgendjemand dadurch stört, indem er sagt, ob es unmöglich ist, sich gegen die Moskowiter zu halten, oder während der Zeit der Schlacht zu schreien beginnt, dass die Moskowiter uns bedrohen oder uns abschneiden oder dergleichen, wird er sofort in Handschellen gesperrt, vor ein Gericht gestellt, und bei Feststellen der Schuld erschossen. Ich befehle Makranowski, dass während der Schlacht, Teile der Infanterie mit Artillerie hinter den Linien bereitstehen, um nicht kämpfende oder fliehende Truppenteile zu erschießen.  Es soll jeder wissen, dass er Sieg und Ruhm gewinnen kann, aber bei Feigheit Scham und der unmittelbare Tod auf ihn warten. Wenn es unter denen, die dienen welche gibt, die davon überzeugt sind, daß die Moskowiter nicht besiegt werden können, Menschen, die gleichgültig gegen ihr Vaterland, die Freiheit und den Ruhm sind, können sie dies im Voraus bekannt geben und ihren Rücktritt vom Dienst einreichen. Es tut mir weh, dass ich solche harten Regeln einführen muss“

Kościuszko erinnerte seine Untergebenen an ihre historische Verantwortung:

„Einige Dutzend Ihrer Vorfahren konnten den gesamten Moskauer Staat erobern, legten ihre Zaren in Fesseln und setzten den Moskowitern einen Herrscher vor- aber Sie, Nachkommen eben dieser Polen zweifeln den Erfolge des Kampfes für das Vaterland, für die Freiheit, für ihre Häuser, für ihre Blutsverwandten und für ihre Freunde an. Sie betrachten diese räuberischen Banden als unbesiegbar, die die Oberhand über Sie nur aufgrund ihrer Feigheit gewinnen.“

## Folgen
Der russische Sieg beeinträchtigte die Moral der Polen erheblich. Tadeusz Kościuszko war durch die Niederlage am Boden zerstört. Im August hatte er behauptet, dass das Osmanische Reich im September Russland den Krieg erklären und Suworow dadurch so beschäftigt sein würde, dass er nicht in Polen sein könne. Darauffolgend breitete sich das Gerücht aus, dass ein unbekannter Kosaken-General namens Suworow führen würde. Nach der Schlacht war den Polen klar, welcher Suworow wirklich die Truppen geführt hatte.
In Sankt Petersburg wurde Alexander Suworows Sieg sehr positiv aufgenommen. Katharina die Große schenkte Suworow einen mit Diamanten besetzten Hut und drei polnische Kanonen. Marschall Pjotr Alexandrowitsch Rumjanzew-Sadunaiski dankte Suworow und widmete ihm eine leidenschaftliche Lobrede.